# Portada/article maig 30

## Museu Arqueològic Nacional d'Atenes
El Museu Arqueològic Nacional d'Atenes (en grec, Εθνικό Αρχαιολογικό Μουσείο) allotja molts dels objectes arqueològics més importants trobats a Grècia des de la seva prehistòria fins l'antiguitat tardana. Se'l considera un dels grans museus del món, i conté la col·lecció més bona d'objectes de l'antiga Grècia que es pot trobar a tot el món. Està situat al centre d'Atenes, al barri d'Eksarhia, encara que la seva entrada està ubicada a l'Avinguda Patission.
S'organitza en cinc temes més o menys cronològics: la col·lecció prehistòrica (del segle vi aC al 1050 aC), la col·lecció d'escultures (segle VII aC al segle v aC), la col·lecció de ceràmiques (segle XI aC a la Grècia romana), la col·lecció de bronzes, i les col·leccions egípcia i d'Orient Pròxim.